# Velký státní chural
Velký státní chural (mongolsky Улсын Их Хурал Ulsyn Ich Chural), v letech 1960–1992 Velký lidový chural (mongolsky Ардын Их Хурал Ardyn Ich Chural), je jednokomorový parlament Mongolska, který byl ustanoven jako ústavodárný orgán roku 1924, současná podoba je definována ústavou z roku 1992. Má 76 poslanců volených řádně jednou za čtyři roky. Hlavní funkcí churalu je volba premiéra a podíl na volbě členů vlády. V době 1924–1950 a 1990–1992 existoval Malý státní (lidový) chural, v prvním období se jednalo o výkonný výbor, jehož předseda byl faktickou hlavou státu (prezidentem), v druhém období (1990–1992) tvořil vlastně velkým churalem volenou druhou komoru parlamentu. Mongolské chural je výraz pro shromáždění (srv. kurultaj), podle mongolské tradice jej pro označení svého parlamentu užívají i některé ruské republiky s turkickou a mongolskou většinou (např. Burjatsko, Kalmycko, Tuva).

## Historie
Již teokratický panovník Bogdgegén po vyhlášení samostatnosti Mongolska (Mongolský chanát) založil dvě poradní kolegia nazývaná horní a dolní chural.
První Velký státní chural se sešel 8. listopadu 1924, účastnilo se ho 77 delegátů (původně bylo voleno 90). Pouze třináct delegátů nebylo členy Mongolské lidové strany, nebo ligy mladých. Byl to ústavodárný sněm, který jednal o první ústavě, která byla vydána v listopadu 1924, její vzor byla ústava RSFSR z roku 1918. Většinu pravomocí v mongolském politickém systému bylo delegováno na exekutivní komisi, tzv. Malý státní chural. Po smrti teokratického vládce Bogdgegéna nezvolili ústavodárci výraznou hlavu státu, ekvivalent této funkce představoval podle nové ústavy předseda prezídia Malého státního churalu, významnou roli si podržel předseda rady ministrů (premiér).
Do roku 1949 proběhlo devět obnovení churalu (od druhé poloviny 30. let byla delší přestávka, po dlouhé době se sešel v roce 1940, kdy byla přijata nová ústava), od roku 1951 byl chural obnovován pravidelně po třech letech. V roce 1960 byla přijata nová ústava, která chural přejmenovala na Velký lidový chural (Ардын Их Хурал – původní slovo ulsyn lze přeložit jak jako státní, tak lidový, ardyn je jednoznačnější).
Po demokratické revoluci roku 1990 došlo k několika změnám, při prvních svobodných volbách byl zvolen Velký lidový chural s 430 křesly, který si nově zvolil malý chural. Po přechodné době dvou let byla přijata nová ústava (1992) a do politického systému Mongolska byla představena funkce přímo voleného prezidenta (poprvé roku 1993), který sám převzal řadu pravomocí (systém se označuje jako poloprezidentská republika). Nový chural zvolený roku 1992 začal v označení užívat slovo státní (ulsyn) a měl 76 křesel, jejichž obsazení se mění pravidelně po čtyřech letech.